# Chodów Kujawski
Chodów Kujawski – zlikwidowany wąskotorowy przystanek osobowy w Czerwonce na linii kolejowej Krośniewice – Dzierzbice Kutnowskie, w powiecie kolskim, w województwie wielkopolskim, w Polsce.